# Matrix
Matrix — американський джазовий ф’южн-гурт з Еплтона, штат Вісконсін, заснований у 1974 році.

## Історія
Гурт відзначався складними музичними темами, натхненними літературними творами.
Matrix справив найбільший вплив на музичну сцену в 1970-х роках, включаючи виступи на джазовому фестивалі в Монтереї в 1976 і 1977 роках і на джазовому фестивалі в Ньюпорті в 1977 році.
Гурт возз'єднувався в 1992, 2000, 2002 і 2009 роках.

## Оригінальні учасники гурту
- Майкл Бард (Michael Bard ) — саксофони
- Ларрі Дарлінг (Larry Darling) — труба, флюгельгорн, синтезатор, вокал
- Курт Дітріх (Kurt Dietrich) — тромбон, синтезатор, вокал
- Рендалл Фірд (Randall Fird) — бас, вокал
- Майк Хейл (Mike Hale) — труба, флюгельгорн, перкусія, вокал
- Джон Гармон (John Harmon) — клавішні
- Джефф П'єтранжело (Jeff Pietrangelo) — труба, флюгельгорн, перкусія
- Фред Штурм (Fred Sturm) — тромбон, вокал
- Тоні Вагнер (Tony Wagner) — барабани

## Останні учасники гурту (Warner Bros., ера гастролей Пабло, приблизно 1977–1980)
- Ларрі Дарлінг (Larry Darling, Zap) — труба, флюгельгорн, синтезатор, вокал
- Майк Хейл (Mike Hale, Tex) — труба, флюгельгорн, перкусія, вокал
- Джефф П'єтранжело (Jeff Pietrangelo, Chimp) — труба, флюгельгорн, перкусія
- Курт Дітріх (Kurt Dietrich, Dietch) — тромбон, синтезатор, вокал
- Бред Макдугал (Brad McDougall, Barry) — бас-тромбон, еуфоніум, вокал
- Джон Кірхбергер (John Kirchberger, Kirch) — саксофони тенор і сопрано, флейта, флейта-альт
- Ренді Тіко (Randy Tico) — бас
- Джон Хармон (John Harmon, Chief) — клавішні
- Майкл Мерфі (Michael Murphy, Murph) — барабани

- Пітер Батлер (Peter Butler,  Herb) — старший звукорежисер
- Даг Лаутеншлагер (Doug Lautenschlager, Lauben) — звукорежисер

## Дискографія
- Matrix IX (RCA — 1976)
- Wizard (Warner Bros. — 1978, reissued on CD in 2009. Wounded Bird Records)
- Tale of the Whale — Recorded in April 1979. Released 1979. Warner Brothers #BSK 3360. Spent 9 weeks on Billboard's Jazz LP chart in late 1979, peaking at #28 on 15 Sept.  Reissued on CD July 2009. Wounded Bird Records #WOU 3360.[5][6][7] Tracks include: 1) The Fly, 2) Tale Of The Whale, 3) Homage, 4) Galadriel, 5) Nessim, and 6) Narouz.
- Harvest (Pablo — 1979)
- Proud Flesh (Summit — 2002)